# Napier Sabre

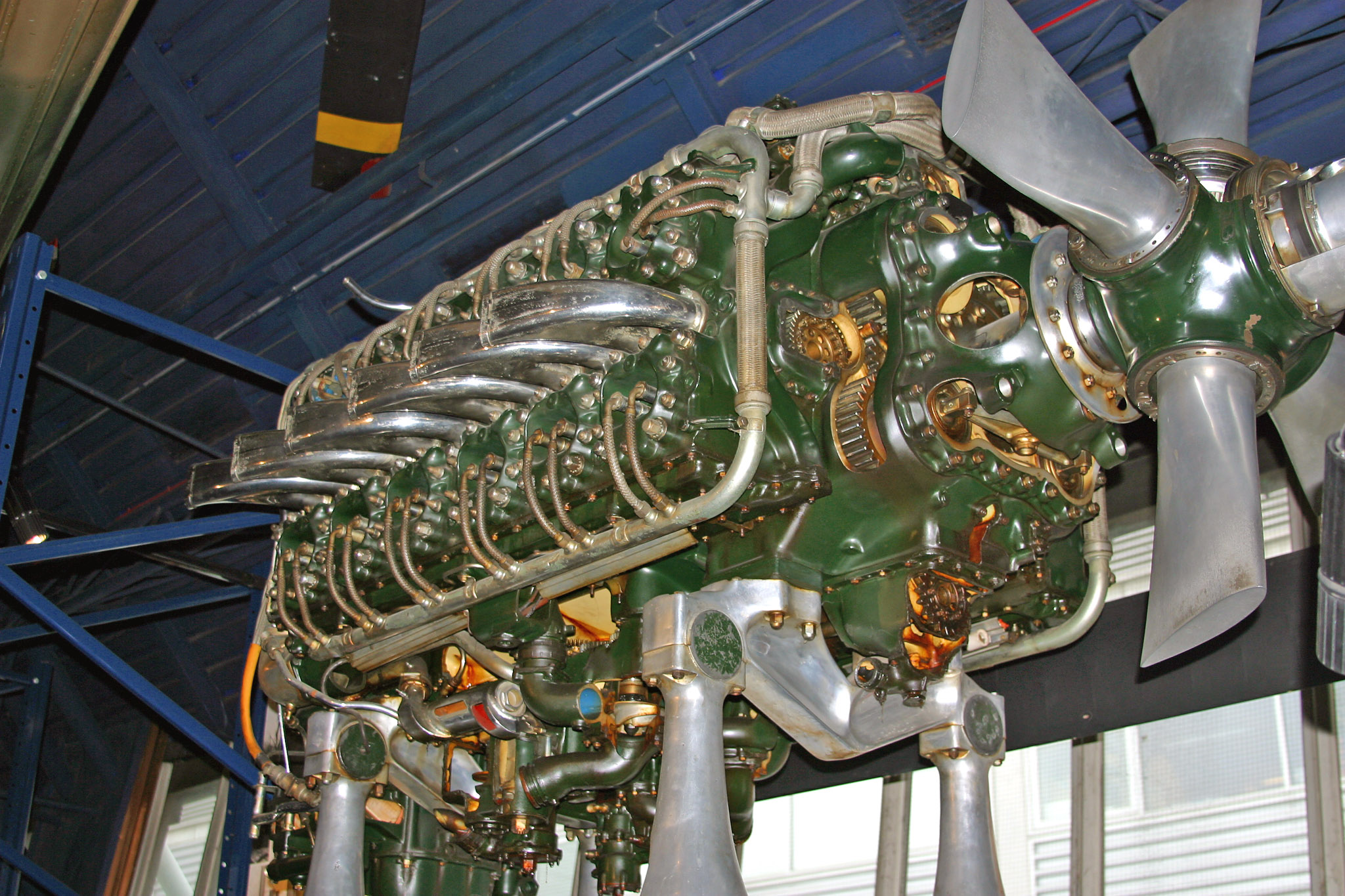
Flugmotor Napier Sabre

Der Napier Sabre ist ein Flugmotor der britischen Firma Napier & Son mit 24 Zylindern und Schiebersteuerung (englisch: „sleeve valve“). Der Ende der 1930er-Jahre unter der Leitung von Major Frank Halford entwickelte wassergekühlte H-Motor (zwei 180°-V12-Motoren) wurde bis zum Ende der 1940er-Jahre gebaut.
Während des Zweiten Weltkrieges trieb der Sabre britische Jagdflugzeuge wie die Hawker Typhoon und die Hawker Tempest an. Der Motor wurde zu einem der stärksten Kolbenflugmotoren entwickelt. In den ersten Versionen lag seine Leistung um die 1800 PS (1320 kW). In späteren Versionen gab er bis zu 3500 PS (2570 kW) ab. Die letzten Prototypen entwickelten sogar bis zu 4000 PS (2940 kW), letztlich wurde er aber wegen der Entwicklung von Strahltriebwerken aufgegeben.

## Geschichte
Schon vor dem Sabre hatte Napier an großen Motoren gearbeitet. Ihr bekanntestes Werk war der Lion – ein wassergekühlter Y-Motor mit zwölf Zylindern (drei Reihen mit je vier Zylindern), der sehr erfolgreich zwischen den Weltkriegen eingesetzt wurde und in modifizierter Form Wasserflugzeuge für die Schneider-Trophy (1923 und 1927) antrieb. Am Ende der 1920er-Jahre war er aber nicht mehr konkurrenzfähig, weswegen Napier an einem Ersatz arbeitete. So entstanden zwei luftgekühlte Triebwerke mit H-Motor-Design: Der H16 Napier Rapier und der H24 Napier Dagger. H-Motoren haben den Vorteil einer sehr kompakten Bauweise und eines vibrationsfreien Laufs, da ihre beiden 180°-V-Motor-Hälften gegenläufig rotieren können und so alle Ordnungen an freien Massenkräften und Drehmomenten gegeneinander ausgleichen. Die Luftkühlung verursachte jedoch thermische Probleme an den hinteren Zylindern und damit verbundene Zuverlässigkeitseinbußen. Daher entschied man sich für einen wassergekühlten H24 – den Sabre.

## Konstruktion
Der Sabre hatte als H-Motor zwei Kurbelwellen mit jeweils sechs Kröpfungen, die wie bei einem Reihensechszylinder um 0°, 120°, 240°, 240°, 120°, 0° versetzt waren. Die beiden Kurbelwellen liefen im Gegensatz zum Rolls-Royce Eagle 22 (ebenfalls ein H24-Motor mit Schiebersteuerung) nicht gegen-, sondern gleichsinnig, und hatten  zueinander 360° Drehwinkelversatz, trotzdem lief der Sabre sehr ruhig. Die Zündabstände waren gleichmäßig, wobei aber immer zwei Zylinder gleichzeitig gezündet wurden. Es wurde also nicht pro 30° Kurbelwinkel gezündet, sondern nur alle 60°.
Der Motor hatte keine Ventile und Nockenwellen, sondern stattdessen eine Schiebersteuerung der Bauart „Burt-McCollum“. Die kreisenden Schieber wurden über Wellen und kleine Kurbeln so angetrieben, dass sie während der Auf- und Abbewegung des Kolbens im richtigen Moment die Einlass- und Auslassschlitze freigaben. Die Auslasskanäle übereinanderliegender Zylinder mündeten in einen gemeinsamen Krümmer. Der Motor wurde durch einen zweiflutigen Zentrifugalkompressor aufgeladen, der über ein Getriebe von den beiden Kurbelwellen der Schwingschiebersteuerung angetrieben wurde.

## Verwendung (Auswahl)

### Serienflugzeuge
- Hawker Tempest
- Hawker Typhoon

### Kleinserien und Prototypen
- Blackburn Firebrand, nur 21 Flugzeuge der ersten Serie
- Vickers Warwick, nur der erste Prototyp

## Technische Daten

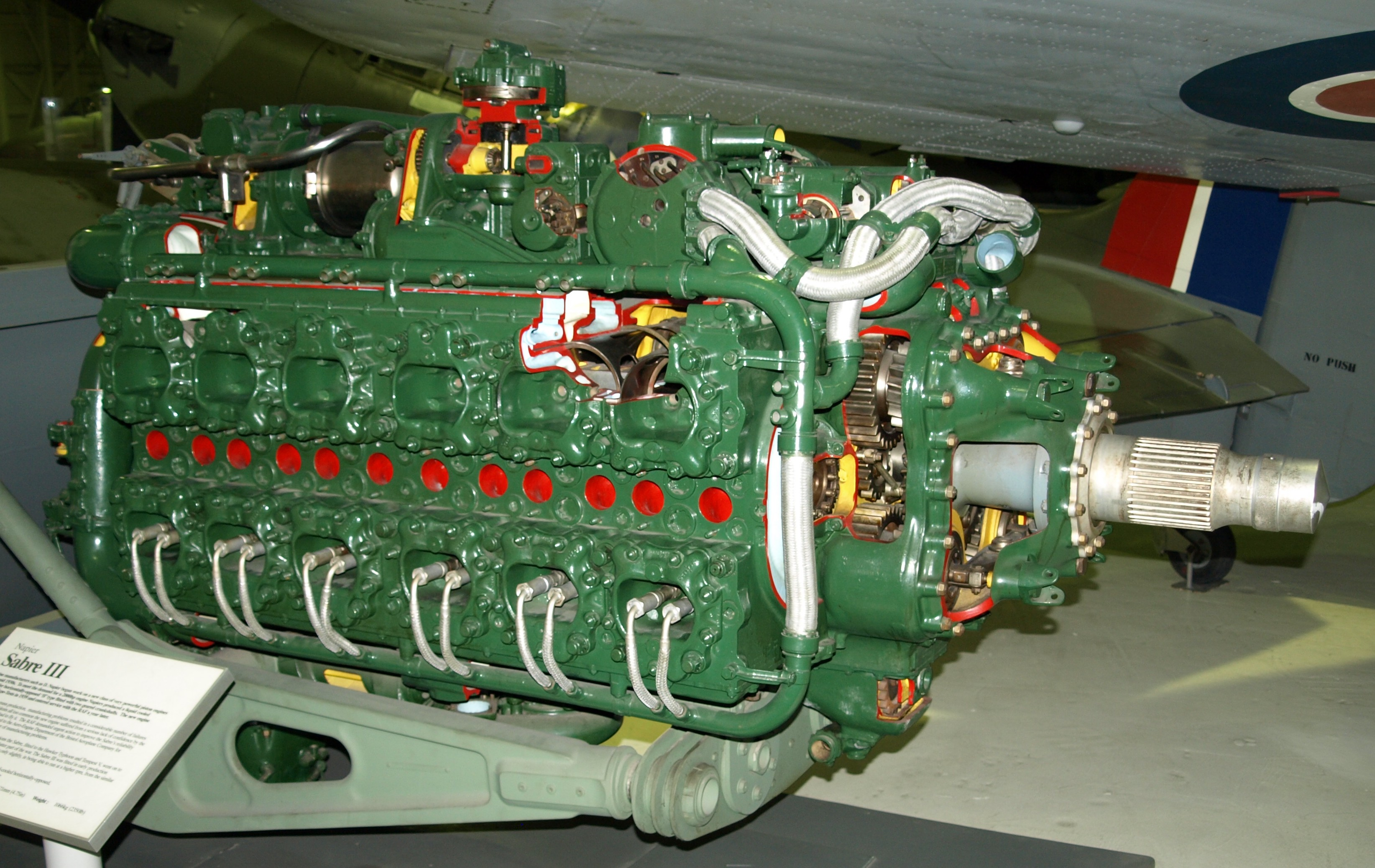
Schnittmodell eines Sabre im Royal Air Force Museum, London

| Kenngröße    | Napier Sabre IIA                                                                                     |
| ------------ | --- |
| Bauart       | wassergekühlter Viertakt-H24-Ottomotor mit Schiebersteuerung (Burt-McCollum) und Kompressoraufladung |
| Bohrung      | 127 mm                                                                                               |
| Hub          | 121 mm                                                                                               |
| Hubraum      | 36,7 l                                                                                               |
| Leistung     | 2.200 PS (ca. 1.620 kW) bei 3700 min−1                                                               |
| Trockenmasse | 1071 kg                                                                                              |

## Museumsstücke
Im Luftfahrt-Museum Laatzen-Hannover ist der Sabre-Motor einer im Zweiten Weltkrieg abgestürzten Maschine ausgestellt.